# 欧尔陶哈佐
欧尔陶哈佐，是匈牙利佐洛州所辖的一个村，总面积7.03平方公里，总人口124，人口密度17.6人/平方公里（2010年1月1日）。